# Nacionalni center za biotehnološke informacije
Nacionalni center za biotehnološke informacije (angleško National Center for Biotechnology Information, NCBI) je oddelek ameriške Nacionalne medicinske knjižnice, ki spada pod Nacionalne inštitute za zdravje.
Center upravlja z različimi podatkovnimi zbirkami s poudarkom na molekularni biologiji in medicini ter nudi dostop do njih javnosti in drugim vladnim službam. Različne zbirke tako vsebujejo podatke o sekvencah beljakovin, genetskih lokusih, raznih molekularnih sekvencah (GenBank) in celotnih genomih, boleznih in zdravilih (MedlinePlus), kemičnih spojinah (PubChem) ipd. Sistem Entrez služi kot enotna vstopna točka za dostop do 39 zbirk, ki so leta 2017 skupno vsebovale približno 2,5 milijarde vnosov.
Poleg primarnih podatkov je NCBI znan po zbirki PubMed z bibliografskimi podatki objav s širšega področja biologije in biomedicine, sorodna zbirka PubMed Central pa nudi dostop do polnega besedila več milijonov teh objav.